# 1895 en philosophie
Chronologie de la philosophie
- 1891
- 1892
- 1893
- 1894
- 1895
- 1896
- 1897
- 1898
- 1899

L’année 1895 a été marquée, en philosophie, par les événements suivants :

## Publications
- What the Tortoise Said to Achilles, de Lewis Carroll.

## Naissances
- 14 février : Max Horkheimer, philosophe et sociologue allemand, mort en 1973.
- 16 novembre : Mikhaïl Bakhtine, philosophe russe, mort en 1975.

## Décès
- 2 janvier : Jules Gustave Prat, philosophe français, traducteur de Spinoza, né en 1823, mort à 71 ans.
- 29 juin : Thomas Henry Huxley, philosophe britannique, né en 1825, mort à 70 ans.
- 5 août : Friedrich Engels, philosophe allemand, né en 1820, mort à 74 ans.
- 24 novembre : Jules Barthélemy-Saint-Hilaire, philosophe français, né en 1805, mort à 90 ans.